# 夏色ラムネ
『夏色ラムネ』（なついろラムネ）は、Carol Worksより2018年3月30日に発売されたアダルトゲーム。

## ストーリー
家庭の事情で一時期、祖父母の実家で暮らしていた主人公の鶴岡悠は数年してから戻ってかつての友人たちと再会するが打ち解けずにいた。かつて常連だった駄菓子屋が近々閉店する事を知った主人公はかつての友人たちと共に再建を試みる。

## 登場人物
鶴岡 悠（つるおか ゆう）
本作の主人公。
坂下 弥生（さかした やよい）
声：橘まお
女子チームのリーダー格で勉強は苦手だが、明るく活発で行動力がある。
小嶋 美咲（こじま みさき）
声：花影蛍
家事関係が苦手だが、面倒見がよく真面目。
山崎 佳奈子（やまざき かなこ）
声：みたかりん
かつてとは性格が一変しているがそれには訳がある。
本庄 優希（ほんじょう ゆうき）
声：歩サラ
以前は活発な性格で主人公と仲が良かった。現在は名門お嬢様学校に通う。
安岡 七海（やすおか ななみ）
主人公たちの担任の教師。生徒からは慕われる。

## スタッフ
- キャラクターデザイン：せせなやう、イチリ、ぷにあつ、みこ（SD原画）
- シナリオ：たけうちこうた

## 主題歌
オープニングテーマ「夏色ラムネ」
作詞：天ヶ咲麗 / 作編曲：iyuna / 歌：solfa feat. 霜月はるか
通常エンディング曲「remember」
作詞：天ヶ咲麗 / 作編曲：橋咲透 / 歌：solfa feat. 小春めう
坂下弥生エンディング曲「summerly I wish」
作詞：天ヶ咲麗 / 作編曲：橋咲透 / 歌：solfa feat. 茶太
小嶋美咲エンディング曲「close to your heart」
作詞：天ヶ咲麗 / 作編曲：伊吹ユキヒロ / 歌唱：solfa feat. nao
山崎佳奈子エンディング曲「今なら言えるから」
作詞：天ヶ咲麗 / 作編曲：hash / 歌唱：solfa feat. Rin
本庄優希エンディング曲「ふたりのあしあと」
作詞：天ヶ咲麗 / 作編曲：hash / 歌：solfa feat. hasumi